# Championnat d'Espagne de football 1996-1997
Navigation
Championnat d'Espagne 1995-96 Championnat d'Espagne 1997-98
Le Championnat d'Espagne de football de Primera División 1996-1997 est la 66e édition de ce championnat.

## Classement
| Rang | Équipe                | Pts | J  | G  | N  | P  | Bp  | Bc | Diff |
| ---- | --------------------- | --- | -- | -- | -- | -- | --- | -- | ---- |
| 1    | Real Madrid           | 92  | 42 | 27 | 11 | 4  | 85  | 36 | +49  |
| 2    | FC Barcelone S C      | 90  | 42 | 28 | 6  | 8  | 102 | 48 | +54  |
| 3    | Deportivo La Corogne  | 77  | 42 | 21 | 14 | 7  | 57  | 30 | +27  |
| 4    | Real Betis            | 77  | 42 | 21 | 14 | 7  | 81  | 46 | +35  |
| 5    | Atlético de Madrid T  | 71  | 42 | 20 | 11 | 11 | 76  | 64 | +12  |
| 6    | Athletic Bilbao       | 64  | 42 | 16 | 16 | 10 | 72  | 57 | +15  |
| 7    | Real Valladolid       | 64  | 42 | 18 | 10 | 14 | 57  | 46 | +11  |
| 8    | Real Sociedad         | 63  | 42 | 18 | 9  | 15 | 50  | 47 | +3   |
| 9    | CD Tenerife           | 56  | 42 | 15 | 11 | 16 | 69  | 57 | +12  |
| 10   | Valence CF            | 56  | 42 | 15 | 11 | 16 | 63  | 59 | +4   |
| 11   | SD Compostelle        | 53  | 42 | 13 | 14 | 15 | 52  | 65 | -13  |
| 12   | Espanyol de Barcelone | 51  | 42 | 14 | 9  | 19 | 51  | 57 | -6   |
| 13   | Racing de Santander   | 50  | 42 | 11 | 17 | 14 | 52  | 54 | -2   |
| 14   | Real Saragosse        | 50  | 42 | 12 | 14 | 16 | 58  | 66 | -8   |
| 15   | Sporting de Gijón     | 50  | 42 | 13 | 11 | 18 | 45  | 63 | -18  |
| 16   | Celta de Vigo         | 49  | 42 | 12 | 13 | 17 | 51  | 54 | -3   |
| 17   | Real Oviedo           | 48  | 42 | 12 | 12 | 18 | 49  | 65 | -16  |
| 18   | Rayo Vallecano        | 45  | 42 | 13 | 6  | 23 | 43  | 62 | -19  |
| 19   | CF Extremadura P      | 44  | 42 | 11 | 11 | 20 | 35  | 64 | -29  |
| 20   | Séville FC            | 43  | 42 | 12 | 7  | 23 | 50  | 69 | -19  |
| 21   | Hércules CF P         | 41  | 42 | 12 | 5  | 25 | 40  | 77 | -37  |
| 22   | CD Logroñés P         | 33  | 42 | 9  | 6  | 27 | 33  | 85 | -52  |

Qualifications européennes
Ligue des champions 1997-1998
- 1er : phase de groupes
- 2e : deuxième tour de qualification

Coupe des coupes 1997-1998
- Finaliste C : premier tour

Coupe UEFA 1997-1998
- 3e, 5e, 6e et 7e : premier tour

Relégation
- 18e : barrages de relégation
- 19e, 20e, 21e et 22e : relégation en Segunda División

Abréviations
- T : Tenant du titre
- C : Vainqueur de la Coupe du Roi 1996-1997
- S : Vainqueur de la Supercoupe d'Espagne 1996
- P : Promus de Segunda División

### Barrages de relégation
| Équipe            | Aller | Total  | Retour | Équipe              |
| ----------------- | ----- | ------ | ------ | ------------------- |
| RCD Majorque (D2) | 1 – 0 | 2E – 2 | 1 – 2  | (D1) Rayo Vallecano |

Légende des couleurs
- Maintien en première division.
- Promotion en première division.
- Maintien en deuxième division.
- Relégation en deuxième division.

| Match aller        | RCD Majorque (D2) | 1 – 0   | (D2) Rayo Vallecano | Stade Lluís Sitjar, Palma                                |                                                          |
| 25 juin 1997 22h00 | Barbero 17e       | (1 – 0) |                     | Spectateurs : 25 000 Arbitrage : Juan Manuel Brito Arceo | Spectateurs : 25 000 Arbitrage : Juan Manuel Brito Arceo |
| 25 juin 1997 22h00 | Rapport           |         |                     | Spectateurs : 25 000 Arbitrage : Juan Manuel Brito Arceo | Spectateurs : 25 000 Arbitrage : Juan Manuel Brito Arceo |

| Match retour       | Rayo Vallecano (D2)                | 2 – 1   | (D1) RCD Majorque | Stade de Vallecas, Madrid                              |                                                        |
| 29 juin 1997 21h30 | Klimowicz 38e (pen.) · Cortijo 86e | (1 – 0) | 58e Carlitos      | Spectateurs : 14 000 Arbitrage : Celino Gracia Redondo | Spectateurs : 14 000 Arbitrage : Celino Gracia Redondo |
| 29 juin 1997 21h30 | Rapport                            |         |                   | Spectateurs : 14 000 Arbitrage : Celino Gracia Redondo | Spectateurs : 14 000 Arbitrage : Celino Gracia Redondo |

## Bilan de la saison
| Tableau d'Honneur                 |              |
| Compétition                       | Vainqueur    |
| Championnat d'Espagne de football | Real Madrid  |
| Coupe d'Espagne de football       | FC Barcelone |

| Promotions et relégations    |                                                                        |
| Relégués en Segunda División | Rayo Vallecano CF Extremadura Séville FC Hércules Alicante CD Logroñés |
| Promus en Primera División   | CP Mérida UD Salamanca Real Majorque                                   |